# Duri come me
Duri come me è un singolo della cantautrice italiana Levante, pubblicato il 29 maggio 2014 come quinto estratto dal primo album in studio Manuale distruzione.

## Tracce
Download digitale
1. Duri come me – 3:47